# Sender Iberger Kugel
Der Sender Iberger Kugel ist ein Sender für Hörfunk in Baden-Württemberg.
Er steht ca. 2,5 km südöstlich von Maierhöfen (Bayern) auf der bewaldeten Iberger Kugel. Der als Schleuderbetonmast ausgeführte Sendemast steht jedoch in Baden-Württemberg. Die Landesgrenze zu Bayern verläuft wenige Meter vom Sender entfernt.
Die Regionen Oberschwaben, Bodensee und das Allgäu werden von hier aus mit den Rundfunkprogrammen Das Neue Radio Seefunk sowie Radio 7 versorgt.

## Geschichte
Anfang der 1980er-Jahre war der Schwarze Grat, der höchste Berg im württembergischen Allgäu, vom damaligen Südwestfunk (SWF) zur Rundfunkversorgung der Regionen Allgäu, Oberschwaben und Bodensee vorgesehen. Der Grund waren zahlreiche Empfangsstörungen wegen der zu geringen Reichweite des Senders Waldburg. Die für Radio 7 am Schwarzen Grat vorgesehene Frequenz 105,0 MHz konnte nach einer Zwischenlösung auf dem Höchsten (883 m) bei Illmensee mit nur 320 Watt Leistung, zum endgültigen Senderstandort Iberger Kugel (1013 m) – nur 7 km südwestlich des Schwarzen Grats gelegen – mit vollen 50 kW Leistung umkoordiniert werden.
Die Frequenz 103,9 MHz für Radio Seefunk wurde am 1. Oktober 2003 aufgeschaltet. Sie war ursprünglich für den Sender Biberach (Osterberg) und das Programm Donau 3 FM koordiniert worden. Stattdessen wird jetzt von Donau 3 FM in Biberach über die Frequenz 104,6 MHz gesendet.

## Frequenzen und Programme

### Analoges Radio (UKW)
Beim Antennendiagramm sind im Falle gerichteter Strahlung die Hauptstrahlrichtungen in Grad angegeben. In UKW werden folgende Programme ausgestrahlt:
| Frequenz (MHz) | Logo | Sendername             | RDS (PS) | RDS (PI)             | Regionalisierung      | ERP (kW) | Antenne   | Pol |
| -------------- | ---- | ---------------------- | -------- | -------------------- | --------------------- | -------- | --------- | --- |
| 103,90         |      | Das Neue Radio Seefunk | _SEEFUNK | 140A                 | Bodensee/Oberschwaben | 10       | gerichtet | H   |
| 105,00         |      | Radio 7                | RADIO_7_ | D60B (regional) D30B | Ravensburg            | 50       | gerichtet | H   |

### Analoges Fernsehen (PAL)
Vor der Umstellung auf DVB-T diente der Sendestandort für analoges Fernsehen:
| Kanal | Frequenz (MHz) | Programm                                   | ERP (kW) | Richtcharakteristik rund (ND)/ gerichtet (D) | Polarisation horizontal (H)/ vertikal (V) |
| ----- | -------------- | ------------------------------------------ | -------- | -------------------------------------------- | ----------------------------------------- |
| 47    | 679,25         | SWR Fernsehen Baden-Württemberg            | 0,18     | D                                            | H                                         |
| 50    | 703,25         | ZDF                                        | 0,2      | D                                            | H                                         |
| 57    | 759,25         | Bayerisches Fernsehen (Schwaben/Altbayern) | 0,2      | D                                            | H                                         |

## Bilder

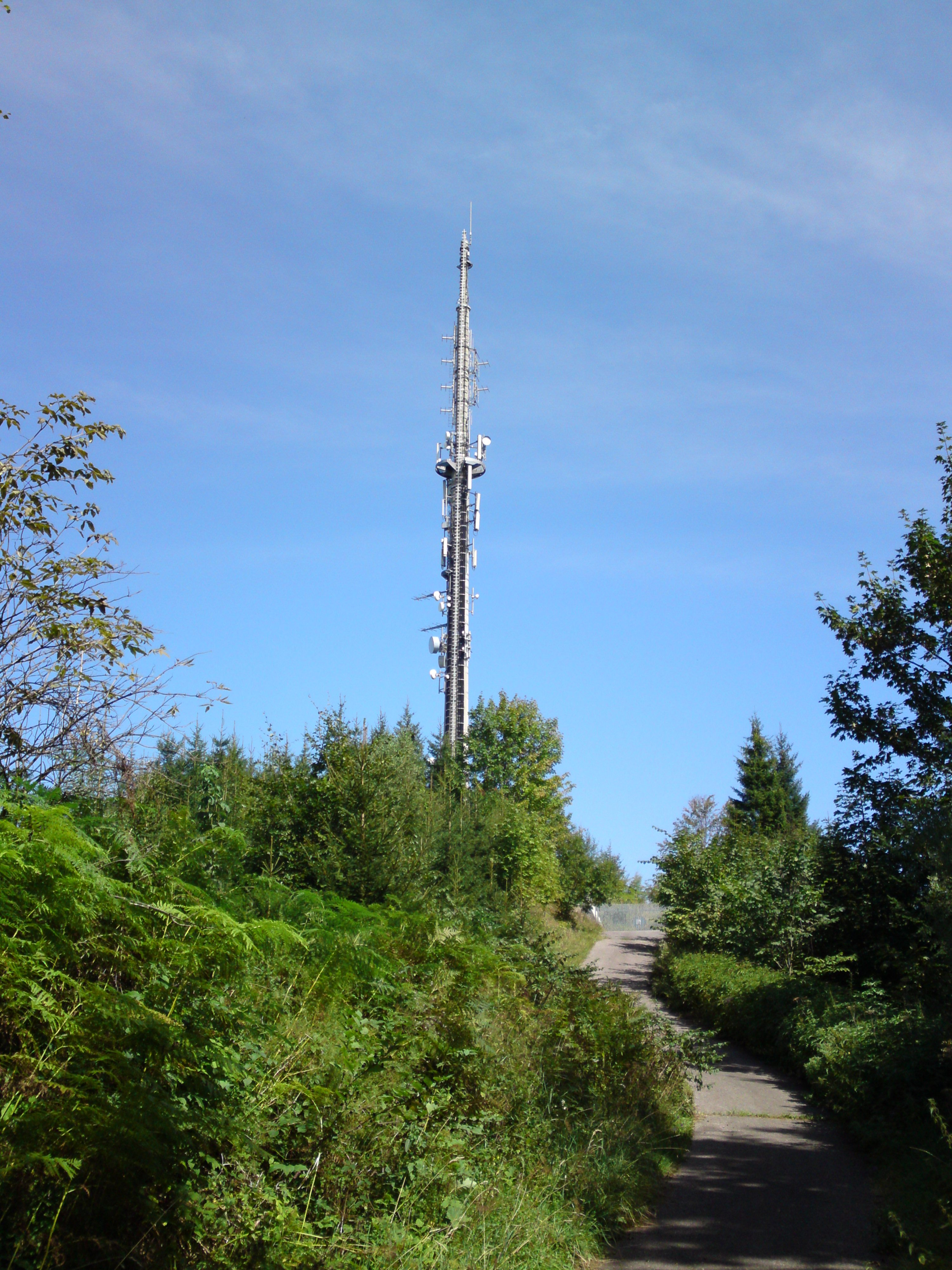
Gesamtansicht des Senders
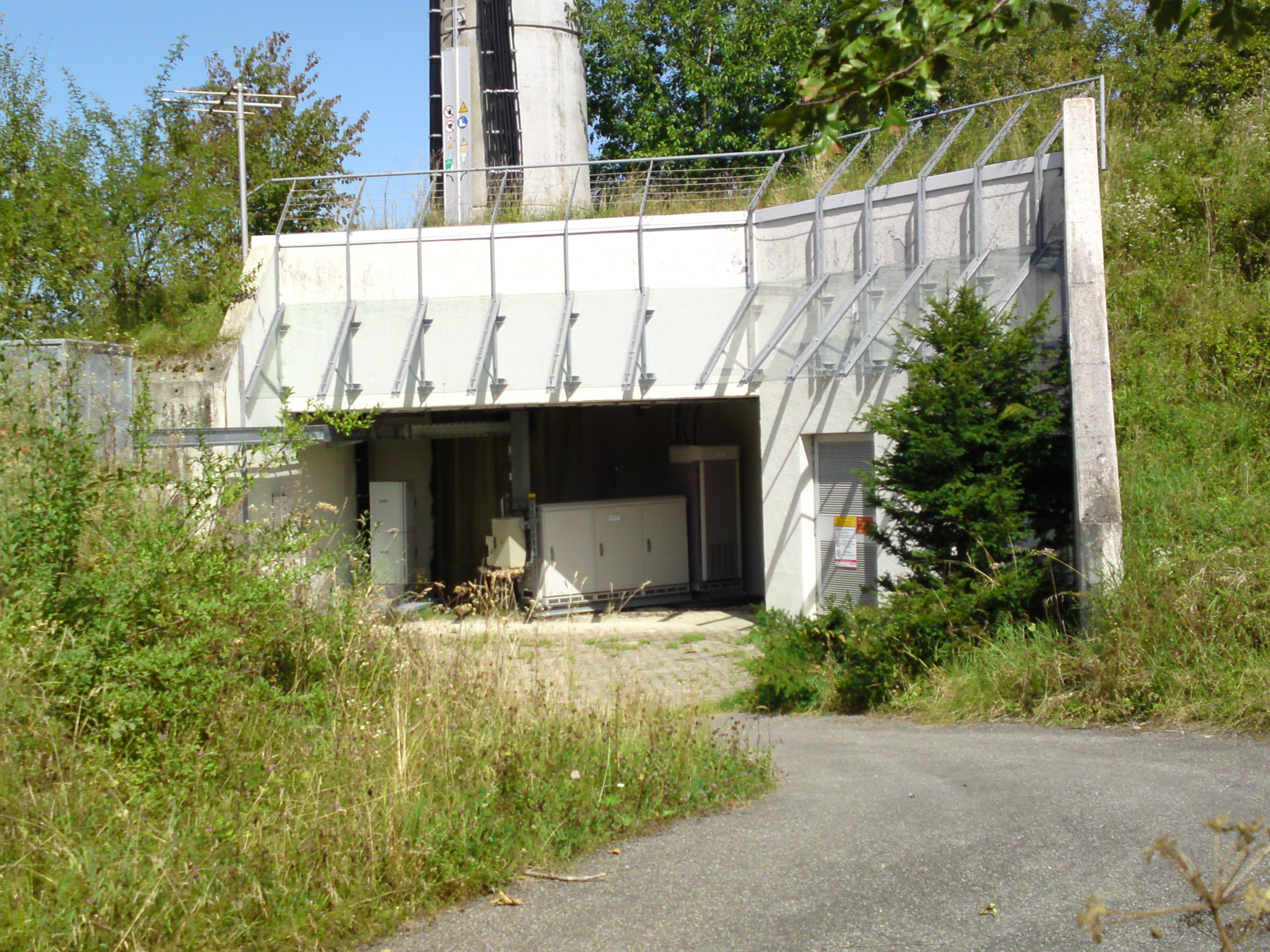
Das Senderhaus des Senders
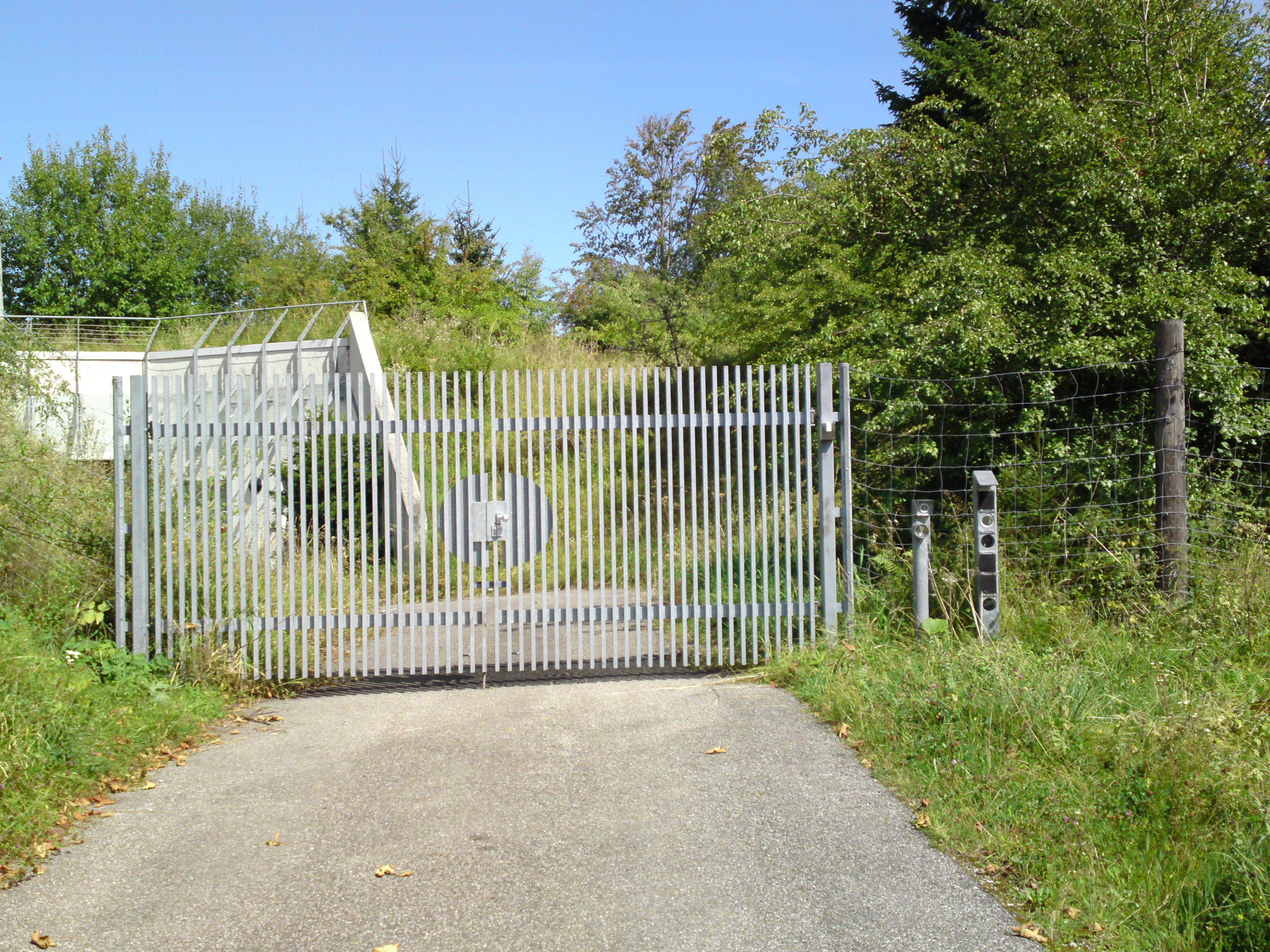
Eingangsbereich des Senders
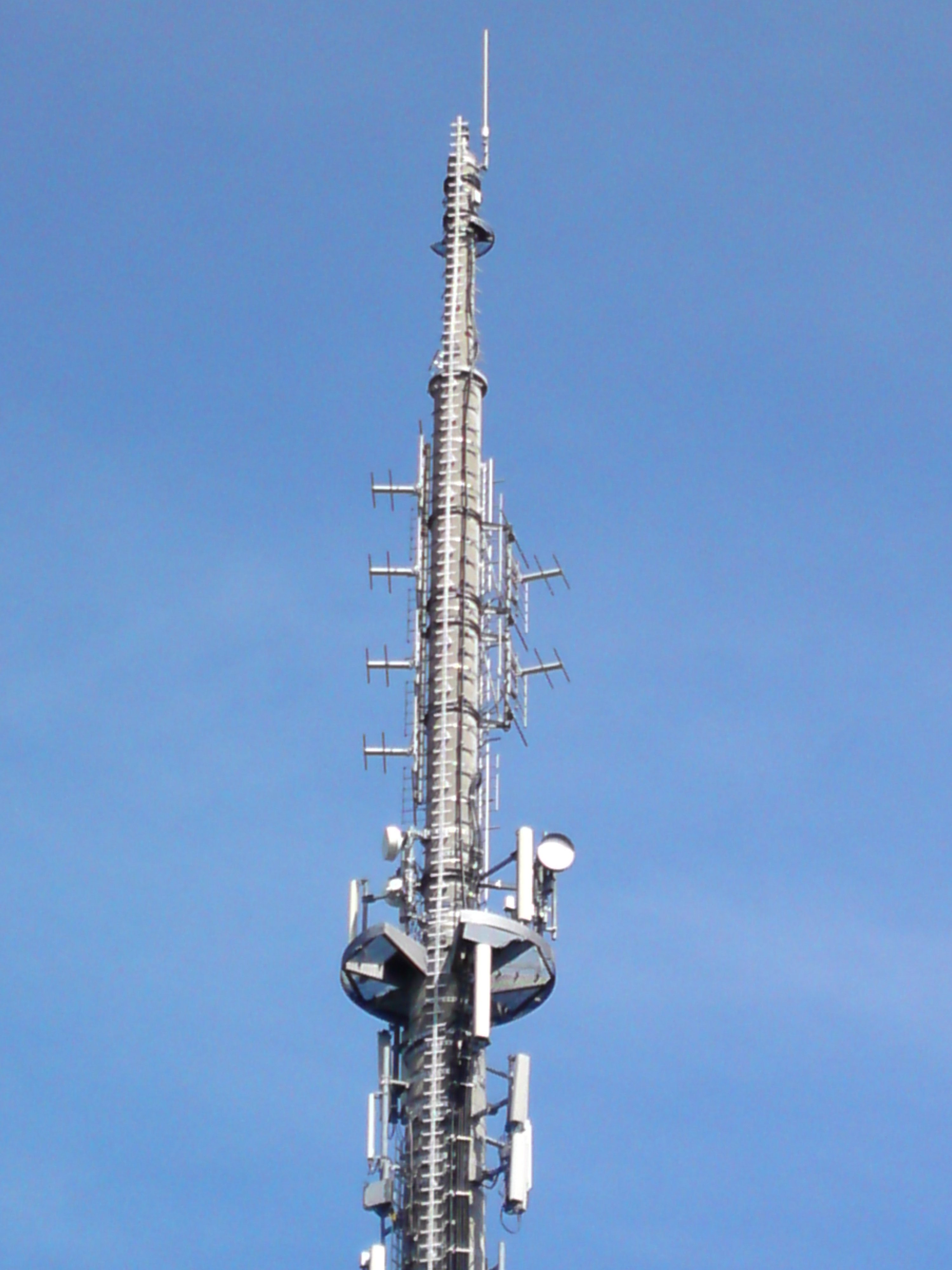
Detailaufnahme der Antenne